# Герб Повуасана
Ге́рб Повуаса́на — офіційний символ містечка Повуасан, Португалія. Використовується як територіальний герб. У срібному щиті золота каравела з трьома чорними щоглами, чорним якорем і срібними вітрилами. Вона пливе праворуч по морю з двох хвилястих зелених смуг, що перетинають низ щита. Обабіч каравели два пучки із двох золотих качанів кукурудзи із зеленим листям. У главі щита яструб натурального кольору, що летить і тримає в лапах португальський щиток. Щит увінчує срібна мурована містечкова корона з чотирма вежами.  Під щитом біла стрічка, на якій великими літерами напис португальською: «vila da Povoação» (містечко Повуасан).  Офіційно затверджений 16 червня 1939 року.  

## Галерея

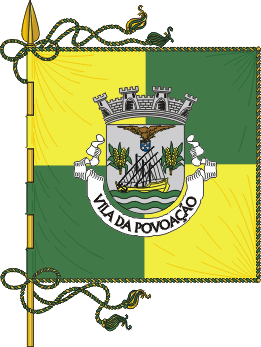
Прапор